# Маркитан Олексій Віталійович
Олексі́й Віта́лійович Маркита́н (18 червня 1959, Миколаїв — 26 червня 2017, Миколаїв) — український живописець; член Спілки радянських художників України з 1989 року. Син Віталія, чоловік Олени Маркитанів. 

## Життєпис
Народився 18 червня 1959 року вмісті Миколаєві (нині Україна). У 1982 році закінчив художньо-графічний факультет Одеського педагогічного інституту імені Костянтина Ушинського. 
Творчу діяльність розпочав 1985 року. Займався педагогічною діяльністю: викладав композицію і психологію художньої творчості в Миколаївській філії Київського університету культури і мистецтв, малюнок і живопис у Миколаївському вищому професійному училищі технологій та дизайну та Миколаївському муніципальному академічному коледжі.

## Виставкова діяльність
Учасник всеукраїнських та міжнародних художніх виставок з 1988 року. Персональні виставки відбулися  у Миколаєві у 1989, 1991, 2000, 2002—2003, 2006, 2009 роках; Києві у 1990, 1995—1996, 2006 роках; Одесі у 1991, 2000, 2002 роках;  Мюнхені у 1992 році; Нью-Йорку у 1993 році; Дніпропетровську у 2010 році.

## Визнання
Центр сучасного мистецтва «Совіарт» вніс Олексія Маркитана у список ТОП-20 українських художників сучасного мистецтва.
Роботи Олексія Маркитана входять до вітчизняної десятки найцікавіших для виставок.
Окремі полотна автора зберігаються в Національному художньому музеї України (Київ), Миколаївському та Одеському художніх музеях, Львівській галереї мистецтв.